# Круглянка (Липецкая область)
Кругля́нка — деревня Малининского сельсовета Хлевенского района Липецкой области, располагающаяся на правой стороне реки Воронежа, рядом с. Вербилово.

## История
В документах 1615 года упоминается деревня Круглая и озеро Круглое. Озеро, давшее название деревне, получило такое имя по круглой форме.

## Население
По данным Всероссийской переписи за 2010 год население деревни составляло 89 человек.